# أكاديمية ابن سينا لطب وعلوم العصور الوسطى
أكاديمية ابن سينا لطب وعلوم العصور الوسطى (بالأردوية:  ابن سینا اکاڈمی آف میڈیول میڈیسین اینڈ سائنسیز)‏ هي أمانة مسجلة بموجب قانون الصناديق الاستئمانية الهندي، 1882. محمد حميد أنصاري، نائب مدير جامعة عليكرة الإسلامية، عليكرة، افتتحها رسميًا في 21 أبريل 2001. منحت وزارة الصحة ورعاية الأسرة، حكومة الهند الاعتماد للأكاديمية في عام 2004 وروجت لها باعتبارها مركز التميز في عام 2008. العضوية في الأكاديمية مفتوحة لأي شخص مهتم بأنشطة الأكاديمية خاصة في تاريخ الطب وتاريخ العلوم. كونها منظمة خيرية، فإن التبرعات للأكاديمية معفاة أيضًا من ضريبة الدخل بموجب القسم 80G من قانون ضريبة الدخل لعام 1961.
الرئيس المؤسس هو حكيم سيد ظل الرحمن.
أكاديمية ابن سينا هي جزء من الموقعين على القضايا الصحية المختلفة في العالم.

## التاريخ

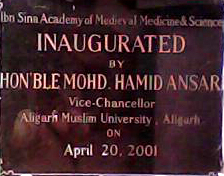
حجر الأساس عند مدخل بوابة الأكاديمية

أكاديمية ابن سينا لطب وعلوم العصور الوسطى هي امتداد لمجلس ابن سينا، الذي تأسس في عام 1965 تحت رعاية أكاديمية تيبي. كان مجلس ابن سينا نوعًا من مجموعة نقاش شهرية. على سبيل المثال، عُقد الاجتماع الأول لهذا المجلس لمناقشة التيفوئيد.
تأسست أكاديمية تيبي نفسها في عام 1963 في بوبال. في ملاحظة على الصفحة 4، من الكتاب الأول لأكاديمية تيبي، في العصر الحديث والطب اليوناني أعلن المؤلف حكيم سيد ظل الرحمن إنشاء أكاديمية تيبي بهدف واضح: «نشر المبادئ النظرية والأفكار العملية للطب اليوناني، لنشر الأعمال المعيارية للطب اليوناني وكذلك ترجماتها... علاوة على ذلك، مجلة شهرية موجهة للأبحاث».
من عام 1965 إلى عام 1970، نشرت مجلة شهرية بعنوان الحكمة (باللغة الأردية) من دلهي تحت رعاية أكاديمية تيبي تحت إشراف سيد ظل الرحمن ندفي.
بالإضافة إلى الأهداف المذكورة أعلاه، أدرج المحرر هدفين إضافيين، على سبيل المثال «البحث عن مخطوطات الطب اليوناني، طباعتها ونشرها... لإثارة الشعور بالحاجة الملحة لأدب الطب اليوناني، ولنشر كتاب قياسي كل عام». وأعرب عن أسفه لأنه على الرغم من نشر 30-40 مجلة تيبي في الهند، لا يتم نشر أي مجلة علمية للطب اليوناني. وشدد على أن الحكمة ستكون مجلة علمية بحتة لا تقتصر على الطب اليوناني: وستشمل بعض المقالات في العلوم الأساسية، مثل علم الحيوان وعلم النبات والكيمياء والفيزياء وعلم الفلك والفلسفة.
في عام 1970، أعاد حكيم سيد ظل الرحمن تسمية أكاديمية تيبي لتصبح لجنة شيفول ملك التذكارية بعد مدرسه شفاء ملك حكيم عبد اللطيف (29 أبريل 1900 - 14 نوفمبر 1970)، الأستاذ السابق ومدير كلية أجمل خان تبيا، جامعة عليكرة الإسلامية. كان الغرض من هذه اللجنة التذكارية هو نفس أكاديمية تيبي التي تشكلت في عام 1963، باستثناء النطاق الواسع للمنشورات.
كل هذه المؤسسات السابقة -أكاديمية تيبي (1963) ومجلس ابن سينا (1965) ولجنة شفاء الملك التذكارية (1970)- اندمجت وأخضعت لمنظمة أمينة واحدة، أي أكاديمية ابن سينا لطب وعلوم العصور الوسطى في عام 2000. وقد تم افتتاحها رسمياً في 21 أبريل 2001.

## مرافق

### مكتبة حكيم ظل الرحمن
تحتوي المكتبة على واحدة من أثمن وأنفس مجموعة من 20,000 كتاب مطبوع و500 مخطوطة بعض الكتب النادرة والأفلام الدقيقة والأقراص المدمجة وعدد كبير من الدوريات. كتب في العديد من اللغات مثل العربية والفارسية والأردية والسنسكريتية والإنجليزية حول موضوعات مثل تاريخ الطب والعلوم والطب اليوناني وطب العصور الوسطى في أوروبا الغربية وعلم الأدوية، الأردية الأدب مع إشارة خاصة إلى غالب ومحمد إقبال وعليكرة والسيد أحمد خان، بالإضافة إلى آلاف المجلدات الموجودة في هذه المكتبة.
المكتبة مدرجة في دليل مجموعات تاريخ الطب، وزارة الصحة والخدمات الإنسانية بالولايات المتحدة والمكتبة الوطنية للطب.

### متحف كرم حسين في تاريخ الطب والعلوم
متحف كرم حسين لتاريخ الطب والعلوم هو وحدة أكاديمية مع مجموعات ومعارض. الموضوع الرئيسي هو تاريخ الصحة والمرض من منظور ثقافي مع التركيز على الثقافة المادية والأيقونية لطب وعلوم العصور الوسطى. يحتوي المتحف على الرسوم التوضيحية والتماثيل النصفية للأطباء المنتمين إلى بلاد ما بين النهرين وبلاد بابل والأطباء المصريين واليونانيين والعرب والحضارات الهندية. بالإضافة إلى ذلك، يتم حفظ وعرض المخطوطات الطبية والكتالوجات والطوابع الطبية والهدايا التذكارية الطبية ومذكرات الأطباء بما في ذلك الحائزين على جائزة نوبل، وما إلى ذلك.
المتحف مدرج في «أغرب 10 متاحف طبية في العالم»، وفقًا لسي إن إن ترافل.

### متحف فضل الرحمن للاستشراق والفنون والثقافة
يقع هذا المتحف في الطابق الثاني ويضم 4 صالات عرض رئيسية. يحتوي معرض الأواني الفخارية على مجموعة كبيرة من أواني وأطباق الهند الشرقية والبريطانية التي تنتمي إلى العديد من الشخصيات البارزة مثل حكيم أجمل خان ونواب يوسف علي خان وكيخسرو جهان وبيجوم بوبال والسلطان شاه جهان وغيرهم. يتكون معرض المنسوجات من الملابس والكاليكو من الأحجار المرصعة بالذهب والفضة والعديد من الملابس الشرقية الأخرى. يحتوي معرض الصور على صور ورسومات وألوان مائية وصور فوتوغرافية ولوحات خاصة لمن ينتمون إلى عليكرة وجامعة عليكرة الإسلامية. معرض متنوع يحتوي على العديد من الأشياء من العملات المعدنية والطوابع البريدية والأحجار الكريمة والنقوش بما في ذلك الكاميرات العتيقة والساعات والتماثيل النحاسية والأقلام والمذكرات والآثار لبعض الشخصيات البارزة. في نفس المعرض، هناك مجموعات عائلية منفصلة تخص الأستاذ. سيد محمود حسين وروحي مبود حسن وحكيم سيد فضل الرحمن وغيرهم. بالإضافة إلى ذلك يتم عرض «مجموعة جلود وتكسيرمي» منفصلة في الطابق الأرضي.

### قسم النشر تحت لجنة شفاء الملك التذكارية
- الدوريات

1. النشرة الإخبارية لأكاديمية ابن سينا وهي رسالة إخبارية ربع سنوية منذ عام 2001 (تم نشر 68 إصدارًا).[13]
2. المجلة الدولية لمحترفي البحوث الطبية.[14]
3. الأرشيف الدولي للأبحاث الطبية السريرية.[15]

- كتب

نشرت الأكاديمية عددًا من الكتب عن تاريخ الطب والعلوم بما في ذلك علم الأدوية والأدب.
قبل وجود أكاديمية ابن سينا تم إصدار المنشورات تحت رعاية أكاديمية تيبي التي تشكلت عام 1963. أول كتاب لأكاديمية تيبي كان (العصر الحديث والطب اليوناني). من عام 1965 إلى عام 1970، تم نشر مجلة شهرية باللغة الأردية تحت رعاية أكاديمية تيبي. ظهرت العديد من المنشورات في مجال تاريخ الطب. أصبحت اللجنة التذكارية وأكاديمية تيبي الآن جزءًا من قسم النشر بأكاديمية ابن سينا.

### خلية الإيدز
تأسست خلية الإيدز في عام 2002 مع الدكتور عمران صبري بصفته المؤسس المسؤول عن هذا المعهد. الهدف الرئيسي لخلية الإيدز هو نشر الوعي حول الإيدز بين عامة السكان والأطباء المتخرجين حديثًا. خلية الإيدز في الأكاديمية مكرسة لتحسين الحياة والمعرفة والفهم في جميع أنحاء العالم من خلال برنامج متنوع للبحث والتعليم والخدمات في مجال فحص فيروس نقص المناعة البشرية/الإيدز والوقاية والرعاية والعلاج والصحة الإنجابية والأمراض المعدية. إن خلية الإيدز عضو شريك في مجلس الصحة العالمي (الولايات المتحدة الأمريكية) وحملة رعاية مرضى الإيدز (تايلند). لديها مكتبة منفصلة من الوثائق ذات الصلة بإدارة مشروع فيروس نقص المناعة البشرية/الإيدز والبحث وقضايا الصحة الإنجابية بصرف النظر عن الأقراص المدمجة والملصقات والكتب بعدة لغات. خلية الإيدز تعلن مسؤوليتها عن عقد ندوة حول الآثار الطبية والاجتماعية لوباء فيروس نقص المناعة البشرية الناشئ في الهند، والفحص الصحي المجاني ومعسكر توزيع الأدوية.